# Palatul Treves de Bonfili

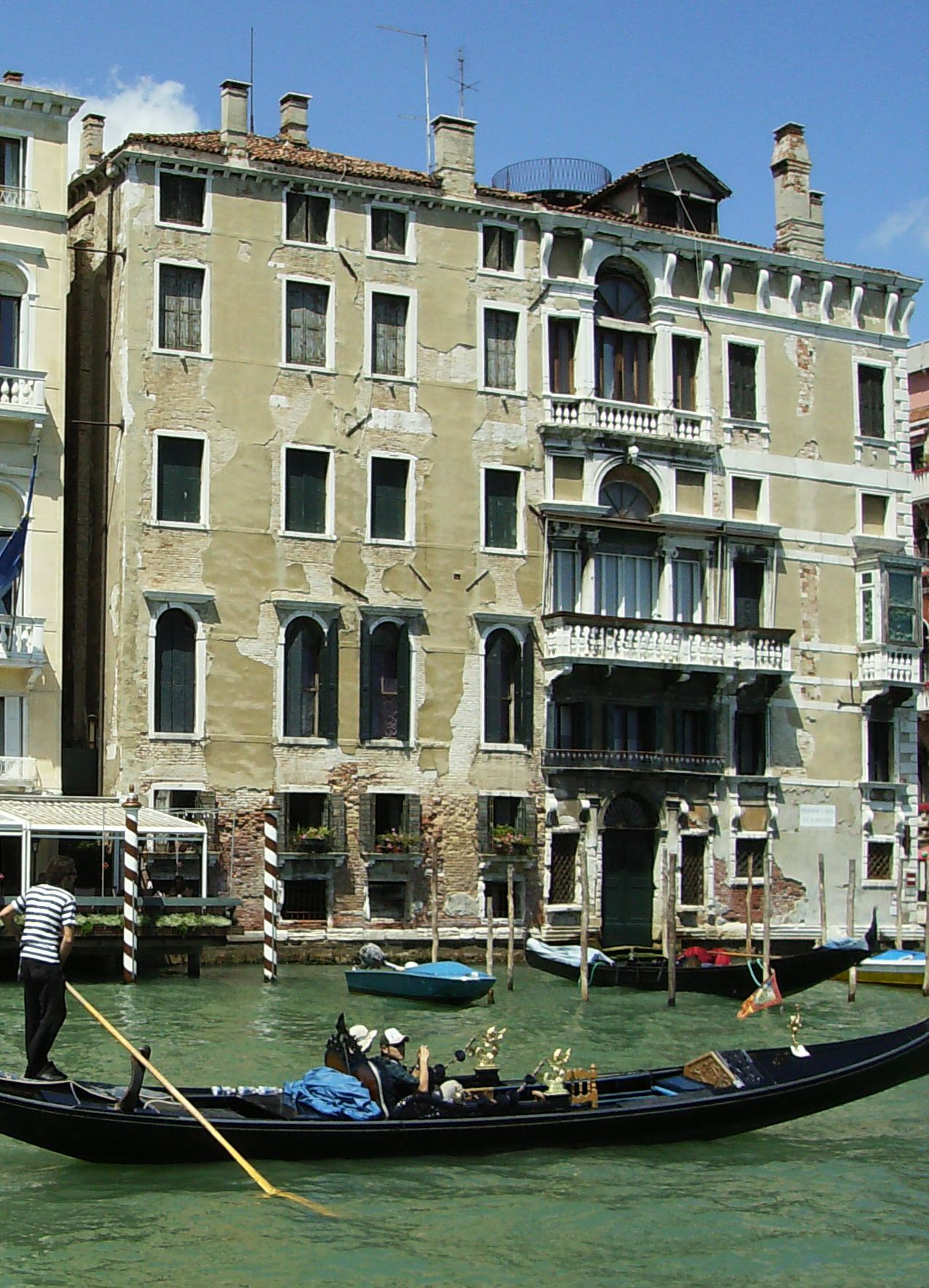
Palatul Treves de Bonfili - faţada înainte de restaurare

Palatul Treves de Bonfili, cunoscut, de asemenea, sub numele de Palazzo Barozzi Emo Treves de Bonfili, este o clădire în stil renascentist-baroc situată în sestiere San Marco al orașului Veneția, cu vedere la Canal Grande la intersecția cu Rio de San Moisè, vizavi de Punta della Dogana. 

## Istoric

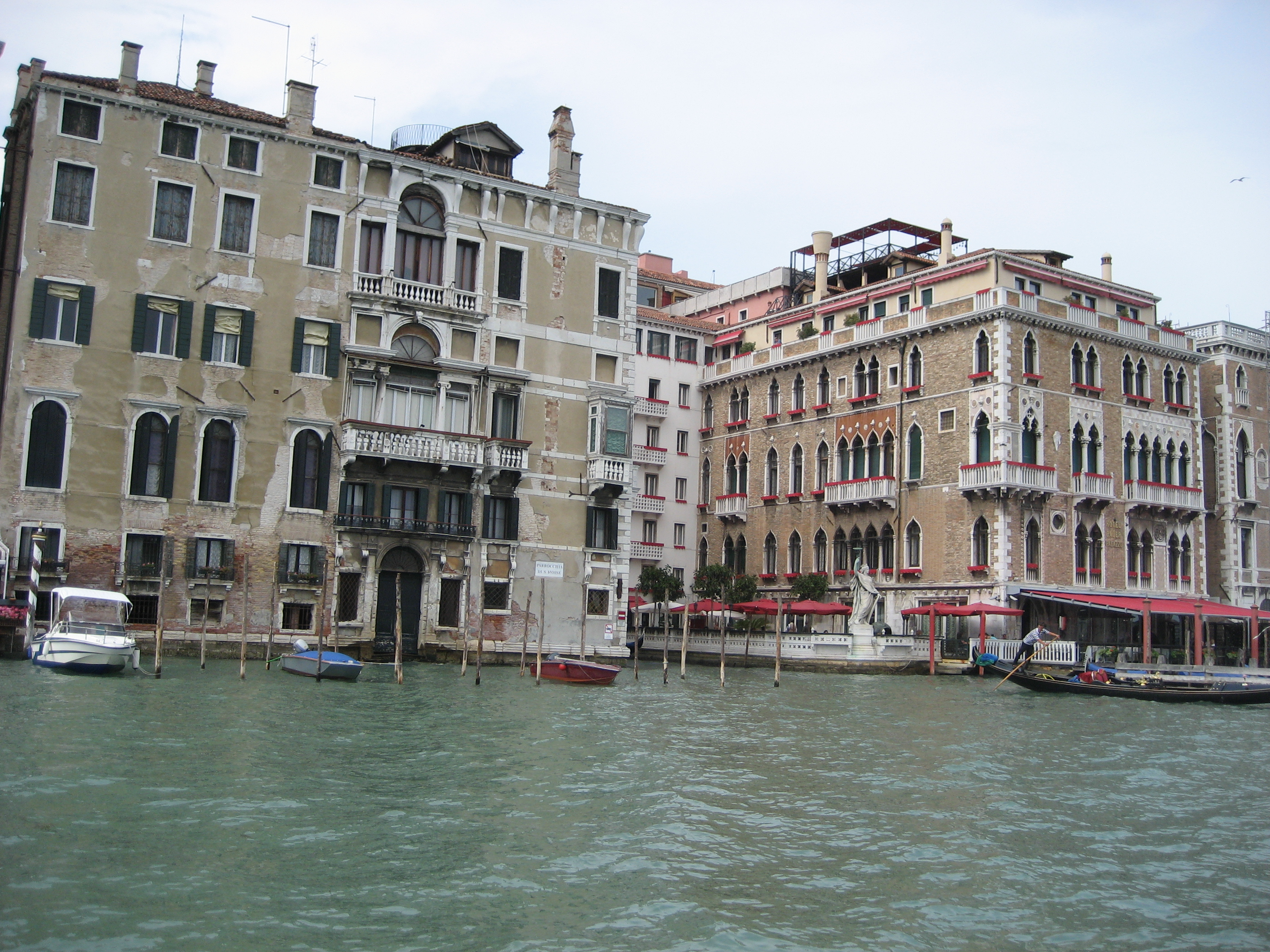
Palatul Treves de Bonfili (la stânga) şi Hotelul Bauer Grünwald (la dreapta)

Palatul se află într-o locație strategică pentru comerțul maritim: îngustul Rio de San Moisè pe care se putea ajunge rapid la Rialto, ajunge curând la Rio de San Luca și se varsă în Canal Grande în apropiere de Palatul Grimani. Având în vedere această poziție, nu este surprinzător faptul că familia Barozzi a construit aici în secolul al XII-lea o clădire crenelată, dotată cu o loggie, un portic și două turnuri mari pătrate. 
Familia Barozzi, prezentă în parohia San Moisé din secolul al XII-lea, avea mai multe palate în Veneția. Faptul că multe străzi și poduri din împrejurimi poartă numele acestei familii dovedește faptul că stabilirea sa în această parte a orașului datează din vremuri foarte vechi. Palatul a fost clădit într-un loc unde exista anterior Ca’ Grande (Casa Mare), care fusese construită în 1164 de Domenico Barozzi. Acest prim palat se afla în fața altui edificiu, deținut, de asemenea, de familia Barozzi și care fusese distrus în 1310 ca urmare a participării a doi membri ai familiei în conspirația lui Tiepolo, care dorea să-l asasineze pe dogele Pietro Gradenigo în timpul războiului contra Papei.
Planul Veneției realizat de Barbari în 1500 arată că palatul era crenelat la mai multe etaje și surmontat de două turnuri pătrate. În secolul al XVII-lea, familia Barozzi a decis să-i schimbe aspectul și a încredințat restructurarea clădirii arhitectului Bartolomeo Manopola. Arhitectul a decis ca fațada principală să fie înspre Rio de San Moisè împotriva celor care au insistat ca ea să fie înspre Canal Grande, care apare de fapt asimetrică.
În secolul al XVIII-lea clădirea anterioară a trecut printr-o restructurare masivă, care a fost întreruptă însă cu transferul proprietății către familia nobiliară Emo.
În 1827 întregul complex a fost achiziționat de bancherii din familia Treves, baroni de Bonfili: ei s-au preocupat de îmbogățirea interioarelor, fără a modifica fațada neterminată. Fără a-i schimba într-adevăr aspectul, familia Treves a redecorat și renovat complet casa într-un stil neoclasic. În special, lucrările au fost urmărite cu interes de Jacopo Treves, cunoscut, de asemenea, ca mecena: el a așezat în palat lucrări de Angelo Pizzi, Giuseppe Borsato, Giovanni Demin, Sebastiano Santi, Francesco Hayez, Michelangelo Grigoletti, Antonio Bosa și alții. De asemenea, în acel an au fost achiziționate două statui de Antonio Canova: Hector și Aiax, care au fost plasate într-un spațiu special în formă de absidă dintr-o anticameră cu vedere spre principala cale acvatică a orașului. Clădirea, a cărei culoare a fost într-o stare proastă, apare acum renovată în exterior și caracterizată printr-o culoare roz.
Palatul Bauer Grünwald, transformat astăzi într-un hotel de lux, a aparținut, de asemenea, familiei Barozzi.

## Arhitectură
Fațada dinspre Canal Grande este împărțită clar în două sectoare: cel din stânga, mai simplu, este o rămășiță a clădirii originale, în timp ce cel din dreapta, marcat de două serliane masive și de un portal grandios la canal, este un exemplu tipic de arhitectură renascentistă.
Fațada dinspre Rio de San Moisè este mult mai largă: extraordinar de dezvoltată, atât în înălțime, cât și în lungime, pare disproporționată față de mărimea spațiului. Ea apare ca emblemă a unui baroc timpuriu, încă marcat de elemente renascentiste importante cum ar fi utilizarea serlianei. Fiecare etaj are cincisprezece ferestre: dispuse de multe ori în perechi, își găsesc axa de simetrie în portalul monumental. Unele dintre numeroasele deschideri sunt oarbe.
Palatul are un punct de belvedere amplasat pe acoperiș.